# Breage
Breage är en ort och civil parish i Storbritannien.   Den ligger i grevskapet Cornwall och riksdelen England, i den södra delen av landet, 400 km väster om huvudstaden London. Breage ligger 99 meter över havet och antalet invånare är 3 151.
Terrängen runt Breage är platt. Havet är nära Breage åt sydväst. Runt Breage är det ganska tätbefolkat, med 199 invånare per kvadratkilometer. Närmaste större samhälle är Helston, 4,5 km öster om Breage. Trakten runt Breage består i huvudsak av gräsmarker.